# 許直
许直（？—1644年），字若鲁，南直隶揚州府如皋县人。明朝官员。

## 生平
崇祯六年癸酉科應天府乡试第六名舉人，七年（1634年）甲戌科三甲四十名进士。出文震孟之门，常以名节自砺，担任浙江义乌知县。为母丁忧归家，骨立食蔬，寝于柩旁。崇祯十三年（1640年）补任为广东惠来县知县，十五年任本省乡试同考官，本年征授吏部验封司主事，调文选主事，进考功员外郎。李自成入京师，许直说：“身可杀，志不可夺。”自尽。南明赠太仆卿，谥忠节。清朝赐谥忠愍。

## 家族
曾祖许武；祖许汝祥，按察司经历；父许邦靖，增例监生。